# 하고로모 라라
하고로모 라라(일본어: 羽衣 ララ)는《스타☆트윙클 프리큐어》에 등장하는 가공의 인물이다. 애니메이션에서 목소리를 연기한 성우는 코하라 코노미이다.

## 프로필
| 이름                 | 라라(Lala)본명 하고로모 라라(羽衣 ララ)지구 가명 |
| 성별                 | 여자                                             |
| 종족                 | 외계인                                           |
| 생일                 | 7월 7일                                          |
| 별자리               | 게자리                                           |
| 나이                 | 13세                                             |
| 신분                 | 학생                                             |
| 소속                 | 미호시 중학교                                    |
| 변신명               | 큐어 밀키(Cure Milky)                            |
| 퍼스널 컬러          | 청록색                                           |
| 속성                 | 은하수                                           |
| 문양                 | 하트                                             |
| 등장 프리큐어 시리즈 | 스타☆트윙클 프리큐어                             |

## 인물소개
별하늘계의 변경에 위치한 외계행성 사만(サマーン) 출신의 여자아이. 지구 나이로는 13살 밖에 안된 어린 소녀의 모습이지만 사만에서는 어른 취급을 받는다. 사만 행성에서 스타 팰리스의 위기를 조사하던 중 노트레이더에게 추적을 받다가 후와의 힘으로 지구에 오게 되어서 호시나 히카루와 처음으로 만난다.
외계인이라 지구의 생활이나 문화에는 문외한이며 처음에는 지구인의 언어를 사용할 수 없어 외계어로 소통했다가 후와의 힘으로 인간의 언어로 말할 수 있다. 말끝에 항상 "~룽"을 붙여 말하며 놀라거나 당황할 때 "오요"하며 입버릇처럼 자주 쓴다.
행성 자체에서 학교나 의무교육이라는 것이 존재하지 않아서 학교나 의무교육을 잘 모르며 히카루를 따라 그녀가 다니는 학교에 전학생으로 들어온다. 이때 지구가명으로 '하고로모'라는 성씨를 사용한다. 영화 촬영 때 선녀 역할을 하여 입었던 날개옷을 보고 '하고로모'라고 히카루가 지어주었다.
성격은 책임감이 강하고 진지하고 성실하다. 또한 논리적이고 효율성을 매우 중시하지만 고지식하고 융통성이 좀 부족한 면이 있다. 은근 실수가 잦아서 얼빠진 면도 보인다.
처음엔 오랫동안 우주여행을 하면서 경계심이 많았고 낯선 것에 쉽게 도전하지 못하는 경향이 있었다. 지구에 막 왔을 때는 낯선 환경에 대한 경계심과 임무를 완수해야 한다는 강박관념이 심해서 마음에 여유가 없었지만, 히카루의 영향으로 점차 여유를 되찾고 지구의 생활을 즐기며 본래의 호기심 왕성하고 명랑한 성격을 보여준다.

## 큐어 밀키
"하늘에 펼쳐지는 밀키웨이! 큐어 밀키!!" (일본어: 天にあまねくミルキーウェイ！キュアミルキー！！)
은하수의 프리큐어로 변신한 모습. 이미지 색은 청록색.
특징
좀더 밝고 선명한 청록색 단발머리로 변하며 은하수를 연상시키는 머리장식에 노란색 더듬이같은 센서의 길이가 좀더 길어지고 궤도 장식과 별 장식이 달린다. 상의는 어깨에 동그란 모양의 투명한 퍼프 소매로 되어 있으며 하의는 호박 바지를 입고 양말은 한쪽만 스타킹인 비대칭이며 등 뒤에 하늘색 리본을 달고 있다.
전투 스타일
센서 끝에서 나오는 전기 공격으로 싸우며, 뛰어난 분석력을 가져 적의 약점을 파악하고 아군의 특성을 살려서 전술을 짜는 팀의 전락가 역할을 맡고 있다.
기술
- 전기충격
- 배리어
- 프리큐어 밀키 쇼크